# ローマー (競走馬)
ローマー（Roamer、1911年 - 1920年）は、アメリカ合衆国のサラブレッドの競走馬。1910年代のアメリカ競馬で活躍し、1914年には年度代表馬にも選ばれた。1981年にアメリカ競馬殿堂入りを果たした。

## 経歴

### 出生
クレイ兄弟所有のラニーメードファームで1911年に生まれたサラブレッドである。その交配は人為的なものではなく、父馬ナイトエランが牧場の仕切り柵を飛び越えて、盲目の母馬ローズツリーIIに跨り、その結果生まれたという逸話がある。名前のローマー（放浪者の意）は、この逸話から名付けられている。結果生まれたローマーであったが、生育の状況は悪く、デビュー前に去勢手術を施されている。

### 競走馬時代
2歳のときに、クレイ兄弟所有のもとでデビューした。一度ローマーの評価額を調べる意味でクレーミング競走で使われるが、このとき1000ドルのクレーミング価格で出走したローマーはほかの馬主に買い取られそうになり、クレイ兄弟が2005ドルを出して何とか手元に戻したという一幕があった。その後ローマーはニューヨークの会計士であったアンドリュー・ミラーに2500ドルで購入され、同氏の預託するジャック・ゴールズバラ調教師のもとで後の競走生活を送ることになった。
2歳シーズンはサラトガスペシャルステークスなど4勝を挙げている。その翌年1914年、ローマーは顕著な活躍を見せ、クラシック競走の勝鞍こそないが、同世代を相手にした競走ではブルックリンダービーやトラヴァーズステークスではそれぞれ2着に8馬身・10馬身という大差での勝ちを挙げている。
さらに古馬混合戦のカーターハンデキャップまで様々な競走で勝ち星を挙げ、この年だけで16戦12勝の戦績を残した。レコード記録も作っており、ワシントンハンデキャップでは、133ポンド（約60.3キログラム）を積まれながらも当時のダート9ハロン（約1811メートル）のアメリカレコード記録を、カーターハンデキャップではベルモントパーク競馬場のダート7ハロン（約1408メートル）のトラックレコードを叩きだしている。これらの活躍が評価されて、ローマーは同年の賞金王に輝き、年度代表馬にも選出された。
翌年以降も競走を続け、4歳と5歳のときの戦績は最優秀古牡馬に選出されている。一般的なせん馬と同様に長期間の競走生活を送り、様々な距離や馬場条件の競走で使われ、またオールドローズバドやリグレット、ザフィン、ウマルハイヤーム、ウォークラウドといった、数世代のクラシックホース・トップクラスの実力馬らとの対戦を繰り返していった。7歳時には3度目のサラトガハンデキャップ優勝を収め、8歳時にもオールドローズバドを破ってのステークス競走勝ちを収めている。
また、7歳時の1918年8月にはサラトガ競馬場のダート1マイル戦（約1609メートル）に出走し、1890年にサルバトールによって記録されたアメリカレコードを0.45秒縮めるアメリカ新記録を樹立している。このレコードは、後の1968年にドクターフェイガーが更新するまで長年保持され続けていた。
8歳時は脚のトラブルもあり6戦1勝にとどまる。牧場で休養して復帰を目指していた矢先の12月31日に、馬主であるミラーが心臓発作で急死した。その数時間後にローマーは牧場のパドックで凍った路面に脚を滑らせて転倒、骨折により予後不良と診断され、その場で安楽死の処置がとられた。
後の1981年、アメリカ競馬名誉の殿堂博物館はローマーの競走成績を評価し、同馬の殿堂入りを発表した。

## 評価

### 主な勝鞍
※当時はグレード制未導入
1913年（2歳） 17戦4勝
サラトガスペシャルステークス
1914年（3歳） 16戦12勝
ブルックリンダービー、カーターハンデキャップ、ヒューロンハンデキャップ、ミッドサマーステークス、ステートフェアステークス、トラヴァーズステークス、ワシントンハンデキャップ
1915年（4歳） 13戦8勝
ハヴァードグラスハンデキャップ、マーチャンツ&シチズンズハンデキャップ、クィーンズカウンティハンデキャップ、サラトガカップ、サラトガハンデキャップ
2着 - ブルックリンハンデキャップ
1916年（5歳） 13戦1勝
ユンカースハンデキャップ
2着 - サラトガカップ
1917年（6歳） 17戦7勝
アケダクトハンデキャップ、サラトガハンデキャップ（2回目）、エクセルシオールハンデキャップ
2着 - クラークハンデキャップ、エッジメアハンデキャップ
1918年（7歳） 16戦6勝
ピアリポントハンデキャップ、クィーンズカウンティハンデキャップ（2回目）、サラトガハンデキャップ（3回目）、エンパイアシティハンデキャップ
2着 - カーターハンデキャップ、ブルックリンハンデキャップ、サラトガカップ、エクセルシオールハンデキャップ
1919年（8歳） 6戦1勝
ドミノカップ

### 年度代表馬
- 1914年 - アメリカ年度代表馬
- 1915年 - アメリカ最優秀古牡馬
- 1916年 - アメリカ最優秀古牡馬

### 表彰
- 1981年 - アメリカ競馬名誉の殿堂博物館により、殿堂馬として選定される。
- 1999年 - ブラッド・ホース誌の選ぶ20世紀のアメリカ名馬100選において、第99位に選ばれる。

## 血統表
| ローマーの血統（タッチストン系 / King Tom 5x5=6.25%、 Stockwell 5x5=6.25%） | ローマーの血統（タッチストン系 / King Tom 5x5=6.25%、 Stockwell 5x5=6.25%） | ローマーの血統（タッチストン系 / King Tom 5x5=6.25%、 Stockwell 5x5=6.25%） | （血統表の出典）     | （血統表の出典） |
| 父 Knight Errant 1901 青鹿毛 アメリカ                                       | 父の父Trenton 1881 青鹿毛 ニュージーランド                                  | Musket                                                                      | Toxophilite          | Toxophilite      |
| 父 Knight Errant 1901 青鹿毛 アメリカ                                       | 父の父Trenton 1881 青鹿毛 ニュージーランド                                  | Musket                                                                      | West Australian Mare |                  |
| 父 Knight Errant 1901 青鹿毛 アメリカ                                       | 父の父Trenton 1881 青鹿毛 ニュージーランド                                  | Frailty                                                                     | Goldsbrough          | Goldsbrough      |
| 父 Knight Errant 1901 青鹿毛 アメリカ                                       | 父の父Trenton 1881 青鹿毛 ニュージーランド                                  | Frailty                                                                     | Flora Mcivor         |                  |
| 父 Knight Errant 1901 青鹿毛 アメリカ                                       | 父の母St. Mildred 1890 イギリス                                             | St. Simon                                                                   | Galopin              | Galopin          |
| 父 Knight Errant 1901 青鹿毛 アメリカ                                       | 父の母St. Mildred 1890 イギリス                                             | St. Simon                                                                   | St. Angela           |                  |
| 父 Knight Errant 1901 青鹿毛 アメリカ                                       | 父の母St. Mildred 1890 イギリス                                             | Lady Fitz James                                                             | Scottish Chief       | Scottish Chief   |
| 父 Knight Errant 1901 青鹿毛 アメリカ                                       | 父の母St. Mildred 1890 イギリス                                             | Lady Fitz James                                                             | Hawthorn Bloom       |                  |
| 母 Rose Tree II 1896 鹿毛 イギリス                                          | 母の父Bona Vista 1889 栗毛 イギリス                                         | Bend Or                                                                     | Doncaster            | Doncaster        |
| 母 Rose Tree II 1896 鹿毛 イギリス                                          | 母の父Bona Vista 1889 栗毛 イギリス                                         | Bend Or                                                                     | Rouge Rose           |                  |
| 母 Rose Tree II 1896 鹿毛 イギリス                                          | 母の父Bona Vista 1889 栗毛 イギリス                                         | Vista                                                                       | Macaroni             | Macaroni         |
| 母 Rose Tree II 1896 鹿毛 イギリス                                          | 母の父Bona Vista 1889 栗毛 イギリス                                         | Vista                                                                       | Verdure              |                  |
| 母 Rose Tree II 1896 鹿毛 イギリス                                          | 母の母Fanny Relph 1892 イギリス                                             | Minting                                                                     | Lord Lyon            | Lord Lyon        |
| 母 Rose Tree II 1896 鹿毛 イギリス                                          | 母の母Fanny Relph 1892 イギリス                                             | Minting                                                                     | Mint Sauce           |                  |
| 母 Rose Tree II 1896 鹿毛 イギリス                                          | 母の母Fanny Relph 1892 イギリス                                             | Elm                                                                         | Consternation        | Consternation    |
| 母 Rose Tree II 1896 鹿毛 イギリス                                          | 母の母Fanny Relph 1892 イギリス                                             | Elm                                                                         | Elmina F-No.18-a     |                  |

## 備考
1. ↑  当時に最優秀古牡馬の選定はなく、これらは後年の選定によるものである。